# 左锁粉
左锁粉（1957年2月—），男，汉族，中国共产党员，江苏省金坛区人，中共江苏省委党校研究生学历。中华人民共和国政治人物。

## 人物经历
左锁粉参加工作后历任江苏省公安厅纪检组科员、正科级、副处级、正处级纪检员，政治部组教处处长、政治部副主任；2001年9月任淮安市公安局党委书记、局长；2006年8月升任淮安市副市长兼任市公安局局长。2007年1月升任江苏省公安厅党委委员、政治部主任，2010年10月起兼任江苏警官学院党委书记，2014年5月起升任江苏省公安厅党委副书记兼任政治部主任，明确为正厅级，2016年6月不再兼任公安厅政治部主任。2017年5月正式退休。

### 接受调查
2022年4月8日左锁粉因为涉嫌严重违纪违法，接受江苏省纪委监委纪律审查和监察调查。此时左锁份已经退休近五年。